# Gynomorphe

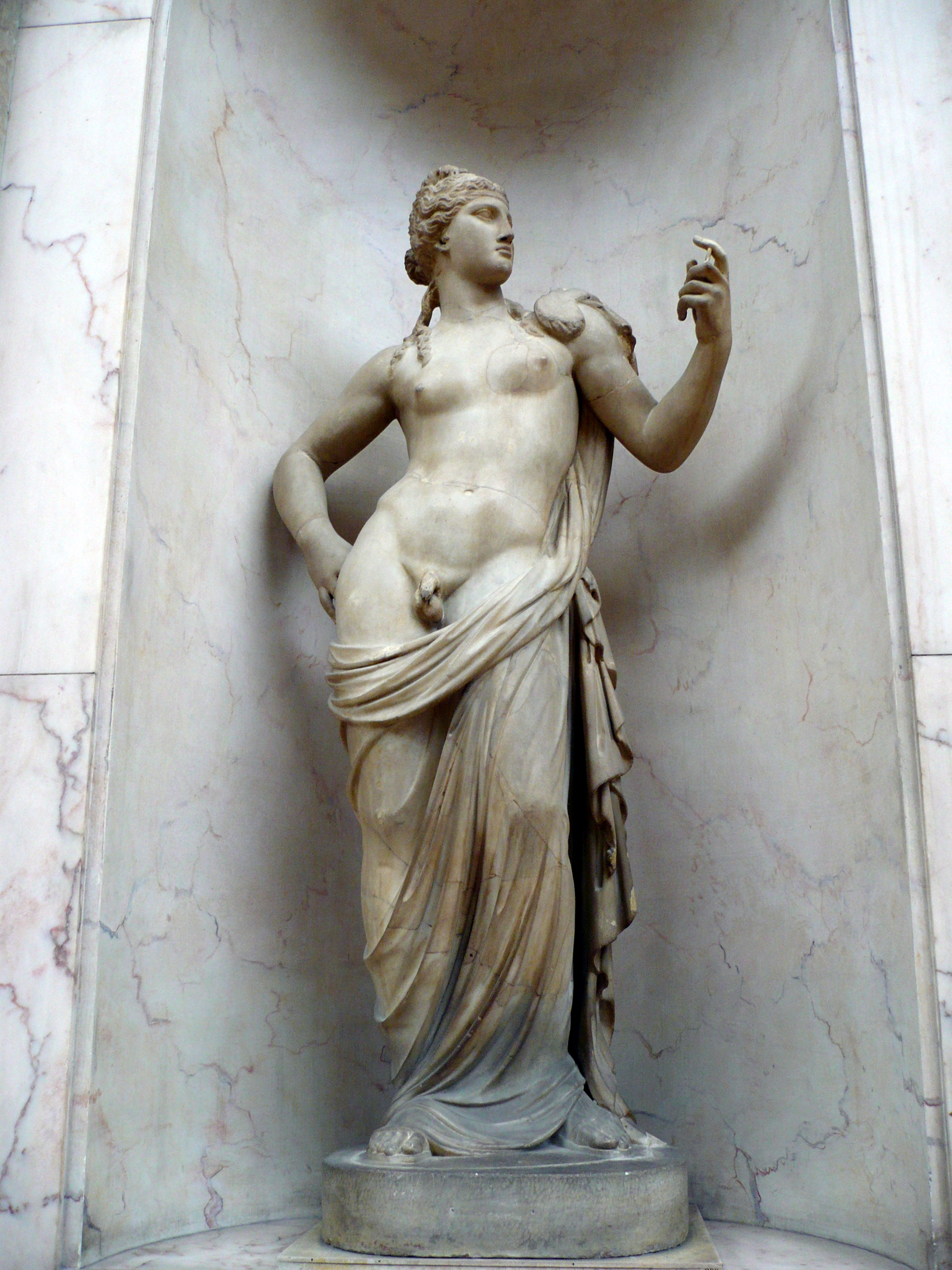
Une sculpture gynomorphique de Bacchus, de l'époque Romaine Impériale, au Musée du Louvre.

Un gynomorphe (du grec: γυνόμορφ) (gyno– « femme » + morph « forme », littéralement « en forme de femme ») est un mot grec utilisé pour décrire un homme qui possédait des traits clairement féminins.

## Mythologie
Dans la mythologie grecque et la religion, un gynomorphe était un dieu bigenre, ayant des caractéristiques à la fois masculines et féminines. Les gynomorphes ont été dépeints comme des jeunes hommes efféminés, tel que Dionysos, un dieu qui possédait clairement des traits féminins. Les gynomorphes conservaient la capacité créatrice des divinités féminines ; ils avaient des utérus immenses, mais ils avaient également des capacités inséminatrices attribuées aux divinités masculines.

## Biologie
En biologie, un gynomorphe est un mâle qui ressemble à une femelle, tandis qu'une andromorphe est une femelle qui ressemble à un mâle. Par exemple, certaines femelles Zygoptera montrent des variations de couleur, généralement retrouvées chez les mâles. Les andromorphes, en ressemblant aux mâles, sont censées être épargnées de leur potentiel harcèlement. Certains auteurs ont proposé que cet avantage est compensé par une forte probabilité de détection des andromorphes, par rapport aux gynomorphes, en raison des différences de coloration corporelle.